# Ravens matriser

En IQ-testuppgift av typen ravens progressiva matriser. Utifrån åtta givna mönster ska subjektet identifiera det saknade nionde mönstret.

Ravens Progressiva Matriser är ett icke-verbalt intelligenstest avsett för att mäta generell begåvning och abstrakt tänkande, och utvecklades av Dr John C. Raven år 1936. Testpersonen presenteras olika serier av mönster och ska bedöma fortsättningen av dessa utifrån ett antal svarsalternativ. Uppgifterna presenteras som matriser i form av 3x3 eller 2x2, varifrån testet har fått sitt namn. Sambandet mellan resultat på Ravens matriser och WAIS-III har i en studie uppmätts till en korrelation på 0,71[källa behövs] vilket innebär en determinationskoefficient på 50%, alltså att resultatet av testet beror till hälften på intelligens.

## Versioner
Matriserna finns i tre olika versioner för deltagare med olika förmågor:
- Standard Progressiva Matriser: Dessa är de ursprungliga matriserna, som publicerades för första gången i Storbritannien 1938. Häftet består av fem set (från A till E) med 12 uppgifter var (exempelvis A1 till A12), där uppgifterna blir progressivt svårare, och en allt större kognitiv kapacitet krävs för att bearbeta och analysera informationen. Testet är avsett för individer i åldrarna från 6 till 80 år, och alla uppgifter presenteras i svart bläck på en vit bakgrund.
- Färgade Progressiva Matriser: Avsett för yngre barn, äldre människor och för individer med milda till allvarliga inlärningssvårigheter. Det här testet består av set A och B från standardmatriserna, och ett ytterligare set med 12 uppgifter (set Ab) inlagd mellan de två. De flesta uppgifter presenteras på en färgad bakgrund med syftet att göra testet visuellt stimulerande för deltagaren. De sista uppgifterna i set B presenteras däremot i svartvitt - på så sätt, om en deltagare överskrider testledarens förväntningar, så övergår man till set C, D och E från standardmatriserna.
- Avancerade Progressiva Matriser: Den avancerade versionen av matriserna består av 48 uppgifter, och presenteras som set I (med 12 uppgifter) och set II (med 36 uppgifter). Även här presenteras uppgifterna i svart bläck på en vit bakgrund, och blir alltmer svårare i takt med att framsteg görs i varje set. Dessa uppgifter är lämpliga för ungdomar och vuxna med en intelligens över det normala.

På grund av att Ravens matriser har blivit alltför välkända bland den generella befolkningen så har s.k. "parallellversioner" av standardmatriserna och de färgade matriserna utformats som publicerades 1998. Det faktum att testpersoner under de senaste 60 åren har fått en alltmer större erfarenhet av Ravens matriser kan förklara stigningen av ungefär 10 IQ-poäng per generation (se Flynneffekten). Uppgifterna i parallellversionerna har konstruerats på så sätt att de genomsnittliga måtten av lösningarna till varje uppgift i de klassiska versionerna är identiska med de parallella versionerna. En förlängd version av standardmatriserna, Standard Progressiva Matriser Plus, som publicerades samtidigt, erbjuder en större urskiljning bland mer kapabla ungdomar.
Triple Nine Society (en förening för människor med hög IQ) använder de avancerade progressiva matriserna som antagningsprov för test genomförda till och med 31 dec 1999. För medlemskap kräver de en poäng på minst 32 rätt av de 36 uppgifterna i set II, dvs. ett resultat i nivå med 99,9:e percentilen vilket är ekvivalent med en IQ på 149 eller högre (enligt standardavvikelse 16).

## Underliggande faktorer
Enligt dess utgivare så ska Ravens progressiva matriser och test av ordförråd mäta de två huvudelementen av generell intelligens (ursprungligen identifierad av Spearman): förmågan att tänka klart och se förnuft i komplexa situationer, känt som induktiv (härledande) förmåga, och förmågan att lagra och framta lagrad information, känt som reproduktiv förmåga.
Testets täckande standardisering, lätthet att använda (utan komplext skrivna instruktioner) och minimala kostnad vid testning per person är de huvudsakliga anledningarna till dess allmänt spridda och internationella användning i de flesta länder runt om i världen. Ravens matriser har bland alla test den högsta förutsägbara giltighet inom de flesta yrkesgrupper, och ännu viktigare: testet har visat sig förutsäga vilken yrkesnivå en person kommer att uppnå och bibehålla. Att testa en individ kan bli rätt så dyrt. Men kostnaden per person kan således bli mycket lägre än nödvändigt då testhäftena är återanvändbara och kan användas upp till 50 gånger.
Utgivarna av manualen rekommenderade att vid användning av testet så ska testpoängen från RPM (Ravens Progressiva Matriser) sättas i sammanhanget av information som relaterar till Ravens struktur för bedömningen av kompetens.
Några av de mest grundläggande forskningarna inom kognitiv psykologi har utförts med hjälp av RPM. Testerna har visat sig fungera, och mäta samma sak, i en väldigt stor variation av kulturella grupper. Två anmärkningsvärda, och relativt nya upptäckter är i första hand att antalet testpoäng erhållna av individer som lever i länder med en tradition av läs- och skrivkunnighet (från Kina, Ryssland och Indien till Europa och Kuwait) är mycket lika. I andra hand så har däremot testpoängen i alla länder ökat så pass dramatisk att 50 % av våra mor- och farföräldrar skulle ha överlåtits till specialklasser under skoltiden om de skulle bedömas efter dagens normer (se Flynneffekten). Det finns fortfarande inte några uppenbara förklaringar till detta fenomen som håller.

## Kritik och respons
Richard Nisbett, professor från University of Michigan som studerar kognition och socialpsykologi, har kritiserat användningen av testet i afrikanska länder. "Att använda ett testinstrument som har utvecklats i västvärlden på en till hälften eller helt analfabetisk population är dåraktigt. Sedan utgår de från resultaten att hälften av befolkningen i Afrika är mentalt utvecklingsstörda. Det är skrattretande."
Steven F. Cronshaw, Leah K. Hamilton, Betty R. Onyura och Andrew S. Winston publicerade en respons i Rushton, Skuy och Bons år 2006 där de utmanar metodiken som har använts, i synnerhet användningen av "icke-likvärdiga grupper som testprov."
Arthur Jensen, professor i utbildningspsykologi vid University of California, Berkeley, har kallat Ravens progressiva matriser för "en av de bästa test för mätning av g", den generella intelligensfaktorn som alla IQ-tester mer eller mindre mäter. Han påstod också att det är ett test som mäter härledande resonemang, och att det därför även ger ett mått på verbal, numerisk, spatial, mekanisk och musikalisk förmåga.
En undersökning som gjordes 2007 framförde bevis på att personer med autism presterade relativt bättre på Ravens tester än på Wechslers (Wechsler Adult Intelligence Scale). Dessutom svarade de rätt på uppgifterna i Ravens test under kortare tid, men gjorde fel lika ofta som personer utan autism.